# Carl Fredrik Livengren
Carl Fredrik Livengren, född 25 april 1803 i Hällestads socken, Östergötlands län, död 5 september 1834 i Livgardet till häst, Stockholm, var en svensk valthornist vid Kungliga Hovkapellet i Stockholm. 

## Biografi
Carl Fredrik Livengren föddes 25 april 1803 i Hällestads socken, Östergötlands län. Han var son till skorstensfejaren Carl Gustaf Livengren och Ulrica Eleonora Hopp. Han anställdes 1 juli 1833 som valthornist vid Kungliga Hovkapellet i Stockholm. Han var trumpetare vid Livgardet till häst. Han gifte sig 14 mars 1828 med jungfru Christina Catharina Bergström. De fick tillsammans barnen Eduard Fredrik (1829–1836) och Augusta Amalia (född 1833). Livengren avled 5 september 1834 av kolera i Livgardet till häst, Stockholm.